# Polidarivka, Ivankiv
Polidarivka (în ucraineană Полідарівка) este un sat în comuna Sîdorovîci din raionul Ivankiv, regiunea Kiev, Ucraina.

## Demografie
Componența lingvistică a localității Polidarivka
     Ucraineană (100%)
Conform recensământului din 2001, toată populația localității Polidarivka era vorbitoare de ucraineană (100%).